# Mare Nubium

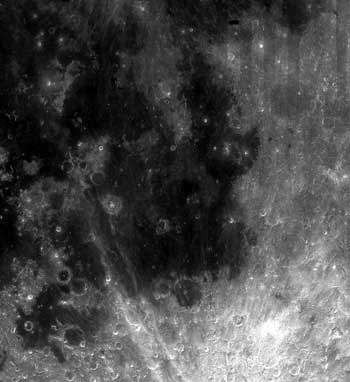
Mare Nubium

Mare Nubium (łac. Morze Chmur) – morze księżycowe znajdujące się w basenie Nubium na widocznej stronie Księżyca, na południowy wschód od Oceanus Procellarum. Jego średnica równa jest 715 km. Uważa się, że dzisiejszy basen powstał w okresie prenektariańskim, podczas gdy skały bazaltowe budujące Mare Nubium i otaczające obszar samego morza pochodzą kolejno z epok: późno- i wczesnoimbryjskiej. Większe kratery znajdujące się w obrębie Nubium to Bullialdus i Pitatus.
Współrzędne selenograficzne: ☾ 20,59°S 17,29°W/-20,590000 -17,290000.